# 夏楚中
夏楚中（1904年5月30日—1988年12月28日），别号贯难，湖南省桃江县武潭镇人，黄埔军校一期毕业生。

## 生平
1904年，出生于农民家庭。1924年，考入黄埔军校。1925年，参与国民革命军东征。1926年，参与国民革命军北伐。
1927年，参与第一次国共内战。1929年，参与中原大战。1935年，授陆军少将军衔。1936年，授陆军中将军衔。
1937年，参与淞沪会战。1939年，参与第一次长沙会战。1941年，参与第二次长沙会战。1942年，参与浙赣战役。1945年，任第二十集团军总司令。 1946年，任四方面军副司令官。1947年，卸职休养。
1948年，出走香港。1949年赴台擔任台灣東部防衛司令。1963年，退役並遞補爲中華民國國大代表。1988年，於台北逝世。

## 亲属
- 妻子：李建平